# Microsoft Office 2016 pour Mac
 (août 2015).
Si vous disposez d'ouvrages ou d'articles de référence ou si vous connaissez des sites web de qualité traitant du thème abordé ici, merci de compléter l'article en donnant les références utiles à sa vérifiabilité et en les liant à la section « Notes et références ».
Chronologie des versions
Microsoft Office 2011 pour Mac Microsoft Office 2019
Microsoft Office 2016 pour Mac est une édition de la suite bureautique Microsoft Office pour macOS. Elle succède à Microsoft Office 2011 pour Mac. Les utilisateurs retrouvent les applications qui leur sont familières telles que Word, Excel, PowerPoint, Outlook et OneNote dans une version améliorée et optimisée pour Mac.

## Nouveautés générales
| Versions | Office 2016 pour Mac | Office pour Mac 2011 |
| --- | -------------------- | -------------------- |
| Mise à disposition de milliers de modèles de documents en ligne | Nouveau              | Non                  |
| Netteté renforcée du texte et des graphiques sur écran Retina | Nouveau              | Non                  |
| Entrées tactiles multipoints pour parcourir documents, feuilles de calcul et présentations de manière intuitive                                                    | Nouveau              | Non                  |
| Menu « Ruban » remanié : fonctionnalités réorganisées de façon intuitive                                                                                           | Amélioré             | Oui                  |
| Intégration transparente à OneDrive, OneDrive Entreprise et SharePoint pour accéder aux fichiers sur un Mac et d’autres appareils à l’aide des identifiants Office | Amélioré             | Oui                  |

## Nouveautés dans Word
- Accès rapide aux éléments de conception (onglet « Création »)
- Affichage d’informations contextuelles du web (Volet Aperçus)
- Affichage des conversations utiles à côté du texte discuté (fils de commentaires)
- Amélioration des options de partage des documents pour la révision et la modification
- Amélioration des fonctionnalités de cocréation permettant à plusieurs personnes de travailler simultanément sur le même document Word
- Amélioration de la fonction publipostage pour préparer des correspondances à l’aide de plusieurs applications

## Nouveautés dans Excel
- Recommandations de graphiques pour l’illustration de données
- Découverte de modèles au sein de grands volumes de données (segments de tableau croisé dynamique)
- Module complémentaire pour la création d’analyses statistiques ou techniques complexes (Utilitaire d’analyse)
- Amélioration de la création de formules (volet Concepteur de formule)
- Amélioration de la prise en charge des fonctions d’Excel 2013 pour Windows
- Amélioration de la fonction d’impression, notamment dans un seul fichier PDF
- Amélioration des raccourcis clavier d’Excel pour Windows

## Nouveautés dans PowerPoint
- Affichage des conversations utiles à côté du texte discuté (fils de commentaires)
- Changement du style des présentations (variantes de thème)
- Amélioration des options avancées du mode Présentateur
- Amélioration de la conception et de l’ajustement des animations (volet « Animation »)
- Amélioration des fonctionnalités de cocréation permettant à plusieurs personnes de travailler simultanément sur le même document PowerPoint
- Amélioration du mode de résolution des conflits pour comparer visuellement les modifications en conflit

## Nouveautés dans Outlook
- Navigation simplifiée entre les cinq principales fonctionnalités Outlook (courrier, calendrier, contacts, tâches et notes)
- Prise en charge de la technologie « Push Mail »
- Fonction d’archivage en ligne sur le serveur
- Proposition d’un nouvel horaire pour les réunions proposées
- Affichage de calendriers côte à côte
- Prévisions météo dans l’affichage Calendrier
- Synchronisation des catégories dans Outlook pour Mac, Outlook pour Windows et Outlook Web App

## Nouveautés dans OneNote
- Zone de mise en forme libre
- Amélioration de la fonction d’organisation avancée pour la gestion et l’édition de pages, sections et bloc-notes
- Ajout de balises aux notes (cocher des listes de tâches, etc.)
- Moteur de recherche intégré pour tous les formats de notes (texte, dessin, audio, vidéo…)
- Partage de blocs-notes OneNote pour collaborer sur des projets